# Дубовський район (Ростовська область)
Ду́бовський райо́н (рос. Дубовский район) — район у східній частині Ростовської області Російської Федерації. Адміністративний центр — село Дубовське.

## Географія
Район розташований у центрально-східній частині області по лівому березі річки Дон, на берегах Цимлянського водосховища. На північному сході межує із Цимлянським районом, на заході — із Волгодонським, на південному заході — із Зимовніківським, на південному сході — із Завітинським районом, на сході — із Волгоградською областю.

## Історія
Волгодонський район було утворено 1924 року у складі Сальського округу. 1931 року він було скасовано, а територія розділена між Зимовніківським, Цимлянським, Калмицьким та Завітинським районами. 
1935 року район було відновлено у складі Азово-Чорноморського краю. З 1963 по 12 січня 1965 року район було знову скасовано з передачею його території до Зимовниковського району.

## Населення
Населення району становить 22367 осіб (2013; 22983 в 2010).

## Адміністративний поділ
Район адміністративно поділяється на 13 сільських поселень, які об'єднують 50 сільських населених пункти:
| Поселення                           | Площа, км² | Населення, осіб (2010) | Центр        | Населені пункти |
| ----------------------------------- | ---------- | ---------------------- | ------------ | --------------- |
| Андрієвське сільське поселення      | -          | 1618                   | Андрієвська  | 8               |
| Барабанщиківське сільське поселення | -          | 1106                   | Щеглов       | 6               |
| Вербовологівське сільське поселення | -          | 1420                   | Вербовий Лог | 4               |
| Веселівське сільське поселення      | -          | 1208                   | Веселий      | 3               |
| Гуреєвське сільське поселення       | -          | 1049                   | Гуреєв       | 4               |
| Дубовське сільське поселення        | -          | 9094                   | Дубовське    | 2               |
| Жуковське сільське поселення        | -          | 1937                   | Жуковська    | 4               |
| Комісарівське сільське поселення    | -          | 1312                   | Сиротський   | 4               |
| Малолученське сільське поселення    | -          | 948                    | Мала Лучка   | 4               |
| Мирненське сільське поселення       | -          | 640                    | Мирний       | 1               |
| Присальське сільське поселення      | -          | 859                    | Присальський | 4               |
| Романовське сільське поселення      | -          | 769                    | Романов      | 3               |
| Семичанське сільське поселення      | -          | 1023                   | Семичний     | 3               |

### Найбільші населені пункти
| №  | Населений пункт | Населення, осіб (2010) |
| -- | --------------- | ---------------------- |
| 1  | Дубовське       | 8 544                  |
| 2  | Жуковська       | 1 292                  |
| 3  | Вербовий Лог    | 1 042                  |
| 4  | Сиротський      | 944                    |
| 5  | Семичний        | 934                    |
| 6  | Гуреєв          | 844                    |
| 7  | Андрієвська     | 825                    |
| 8  | Веселий         | 730                    |
| 9  | Щеглов          | 710                    |
| 10 | Мирний          | 640                    |

## Економіка
Район є сільськогосподарським, тут працює 12 колективних та понад 250 фермерських господарств, які займаються вирощуванням, зернових, технічних культур, овочів та тваринництвом. Розвивається переробна промисловість сільськогосподарської продукції, існують 2 ковбасних цехи, 8 пекарень, 2 рибних цехи та цех з виробництва макаронів.